# Schlacht von Mortimer’s Cross
St Albans – Blore Heath – Ludlow – Northampton – Wakefield – Mortimer’s Cross – St Albans – Ferrybridge – Towton – Hedgeley Moor – Hexham – Edgecote Moor – Losecote Field – Barnet – Tewkesbury – Bosworth Field – Stoke
Die Schlacht von Mortimer’s Cross wurde am 2. oder 3. Februar 1461 in der Nähe von Wigmore in Herefordshire (zwischen Hereford und Leominster) ausgetragen. Sie war ein Teil der Rosenkriege.
Mit dem Tod von Richard Plantagenet, 3. Duke of York in der Schlacht von Wakefield im vorherigen Dezember, wurde die Armee der Yorkisten von seinem achtzehnjährigen Sohn Eduard, Earl of March (dem späteren König Eduard IV.) geführt. Er wollte die Truppen des Hauses Lancaster, die von Jasper und Owen Tudor geführt wurden, davon abhalten, nach Wales vorzurücken. Eduard verfügte über Truppen aus dem Grenzland und eine walisische Einheit unter Sir William Herbert.
Die Yorkisten waren siegreich. Die Waliser erlitten hohe Verluste, Jasper Tudor floh. Owen Tudor wurde gefangen genommen und in Hereford hingerichtet. Der Sieg ebnete den Weg zu Eduards Krönung im gleichen Jahr.